# Dolores Delgado

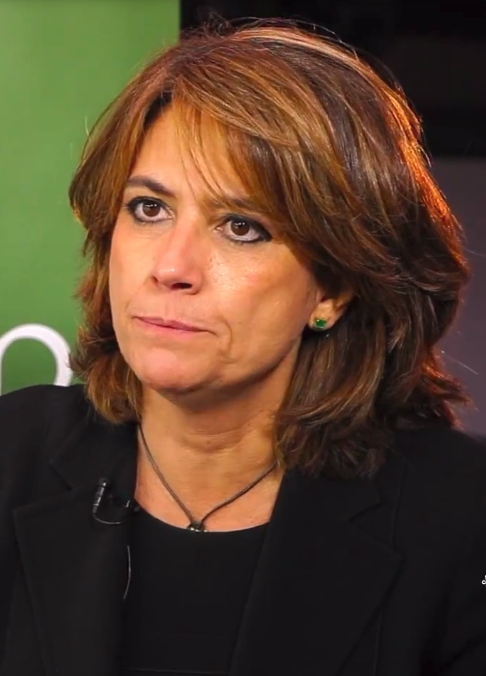
Dolores Delgado (2014)

Dolores Damián Delgado García (* 9. November 1962 in Madrid) ist eine spanische Politikerin und ehemalige Staatsanwältin. Sie ist seit 2020 Generalstaatsanwältin, nachdem sie am 13. Januar 2020 als Ministerin der Justiz des Königreichs Spanien auf Druck der Opposition abdanken musste.

## Leben
Delgado wurde in Madrid geboren. Sie studierte zunächst Rechtswissenschaft an der Autonomen Universität Madrid, um dann mit einem Master in Europarecht an der Universität Complutense Madrid abzuschließen. Nach der Ernennung zur Staatsanwältin arbeitete sie zunächst am Obersten Gerichtshof der Autonomen Gebietskörperschaft Katalonien. Danach erfolgte eine Berufung in die Spezialabteilung der Staatsanwaltschaft, die sich der Drogenbekämpfung widmete. Seit 1993 war sie dann Staatsanwältin beim Staatsgerichtshof von Spanien.
Nach den Madrider Zuganschlägen 2004 spezialisierte sie sich auf die Bekämpfung des islamistischen Terrorismus. Für kurze Zeit war sie auch Sprecherin der Generalstaatsanwaltschaft, bevor sie 2011 ihre Arbeit am Internationalen Strafgerichtshof in Den Haag aufnahm. 
Im Juni 2018 nach dem Misstrauensvotum gegen Mariano Rajoy, berief sie Pedro Sánchez als Justizministerin in sein Kabinett.